# Radelgar de Benevento
Radelgar (d. 854) a fost fiul mai mare al principelui Radelchis I de Benevento, căruia i-a succedat ca prinț de Benevento din 851.
Mama lui Radelgar se numea Caretrude. 
Radelgar a fost succedat de către fratele său Adelchis, dat fiind că fiul său Guaifer era încă prea tânăr. De asemenea, el a avut și o fiică, pe care a căsătorit-o cu principele Lando al III-lea de Capua.